# Adrien de Gerlache
Adrien Victor Joseph de Gerlache de Gomery (ur. 2 sierpnia 1866 w Hasselt, zm. 4 grudnia 1934 w Brukseli) – oficer belgijskiej marynarki wojennej, badacz polarny.
W 1895 roku odbył podróż na wyspę Jan Mayen i do wschodniej Grenlandii. W latach 1897–1899 kierował belgijską wyprawą antarktyczną na statku Belgica, która jako pierwsza przezimowała na Antarktydzie (ściślej - uwięziona w lodach Antarktyki) i przyczyniła się do wyjaśnienia zarysu lądu Antarktydy południowo-zachodniej. Uczestniczyli w niej m.in. Roald Amundsen oraz Polacy: Henryk Arctowski i Antoni Bolesław Dobrowolski. Przebieg wyprawy opisał w książce Quinze mois dans l'Antarctique wydanej w 1901 (wydanie polskie: Piętnaście miesięcy na Oceanie Antarktycznym w przekładzie Zofii Nałkowskiej. Wydawnictwo tygodnika Naokoło Świata, Warszawa 1903) i uhonorowanej nagrodą Akademii Francuskiej w 1902.
Został upamiętniony nazwą cieśniny.